# Ikaztegieta
Ikaztegieta (em basco e oficialmente) ou Icazteguieta (em castelhano) é um município da Espanha na província de Guipúscoa, comunidade autónoma do País Basco. Tem 2 km² de área e em 2021 tinha 485 habitantes (densidade: 242,5 hab./km²).

## Demografia
| Variação demográfica do município entre 1991 e 2004 | Variação demográfica do município entre 1991 e 2004 | Variação demográfica do município entre 1991 e 2004 | Variação demográfica do município entre 1991 e 2004 |
| --------------------------------------------------- | --------------------------------------------------- | --------------------------------------------------- | --------------------------------------------------- |
| 1991                                                | 1996                                                | 2001                                                | 2004                                                |
| 370                                                 | 380                                                 | 377                                                 | 387                                                 |